# پیتر شیلتون
پیتر شیلتون (به انگلیسی: Peter Shilton) بازیکن فوتبال زادهٔ ۱۸ سپتامبر ۱۹۴۹ اهل انگلستان
است که سابقهٔ بیشترین بازی ملی در تیم ملی فوتبال انگلستان را در کارنامهٔ خود دارد. وی در تاریخ ۲۵ نوامبر ۱۹۷۰ نخستین بازی ملی خود را در مقابل تیم ملی فوتبال آلمان شرقی انجام داد و با حضور در ۱۲۵ بازی ملی، در تاریخ ۷ ژوئیه ۱۹۹۰ واپسین بازی ملی‌اش را در برابر تیم ملی فوتبال ایتالیا برگزار کرد. شیلتون با بیش از ۱۳۰۰ بازی رسمی، رکورددار بیشترین تعداد بازی در رشته ورزشی فوتبال است.